# Heiligenkreuz (Donja Austrija)
Heiligenkreuz (hrv. Sveti Križ) je općina u Bečkoj šumi u kotaru Baden pokraj Beča. Poštanski naziv tog mjesta u austrijskoj saveznoj državi Donjoj Austriji je Heiligenkreuz u Bečkoj šumi (njem. Heiligenkreuz im Wienerwald, do travnja 2003. Heiligenkreuz pokraj Badena). Mjesto je poznato po cistercitskoj opatiji Heiligenkreuz, Filozofsko-teološkoj visokoj školi Benedikt XVI. (njem. Philosophisch-Theologische Hochschule Benedikt XVI.) i Međubiskupijskom sjemeništu Leopoldinum (njem. Überdiözesanes Priesterseminar Leopoldinum; do 2007. Rudolphinum).

## Zemljopis
Heiligenkreuz se nalazi u brdovitome predjelu Bečke šume u dolini Sattelbacha, pritoke rijeke Schwechat. To je područje dio industrijske četvrti (njem. Industrieviertel) na jugoistoku Donje Austrije. Kroz naselje vodi stari hodočasnički put u Mariazell, tzv. Via Sacra.

### Mjesta u sastavu općine
Području općine Heiligenkreuz pripada pet naselja (u zagradama je broj stanovnika od 1. siječnja 2021.): 
- Füllenberg (31)
- Heiligenkreuz (521)
- Preinsfeld (125)
- Sattelbach (150)
- Siegenfeld (705)

Općinu čine katastarske općine Heiligenkreuz i Siegenfeld.

### Susjedne općine
|        | Wienerwald      | Gaaden         |
| Alland | Susjedne općine | Pfaffstätten   |
|        |                 | Baden bei Wien |

## Povijest
Povijest općine Heiligenkreuz prije 1133. godine usko je povezana s poviješću općine Alland: to je područje u to doba bilo vrlo slabo naseljeno. Istočno od danjašnjega naselja, u smjeru Siegenfelda, nalaze se 1991. godine otkriveni ostatci negdašnjega naselja Muchersdorf iz 12. stoljeća. To je naselje imenom spomenuto 1136. godine kao dar austrijskoga markgrofa Leopolda III. cistercitima opatije Heiligenkreuz. Bijeli križ – i danas usred šume – svojedobno je označavao granicu između Heiligenkreuza i Muchersdorfa.
Nakon utemeljenja cistercitskoga samostana u Heiligenkreuzu, polako se širilo i naselje oko njega: većina mjesnoga stanovništva bila je zaposlena u samostanskoj zajednici. Sredinom 19. stoljeća u naselju je živjelo oko 900 stanovnika. U skladu s odredbama austrijskoga Zakona o općinama iz 1849. godine, Heiligenkreuz je 1850. dobio status samostalne općine. Opat Edmund Komáromy, tadašnji poglavar samostana Heiligenkreuz, bio je izabran za prvog načelnika općine Heiligenkreuz. Nova je općina pripojena kotaru Baden.

## Gospodarstvo
Zbog mnogih izletnika, hodočasnika i posjetitelja opatije, turizam je jedna od najvažnijih grana gospodarstva u Heiligenkreuzu. Iako je pilana u heiligenkreuzu zatvorena krajem 2016. godine, opatija Heiligenkreuz vodi vlastitu veliku šumariju.  
Godine 1981. samostan Heiligenkreuz uveo je prvi sustav daljinskoga grijanja u Austriji s toplanom na biomasu, koja je u početku toplinom opskrbljivala samo samostanske zgrade, no ubrzo potom i društvene objekte, a kasnije i privatna kućanstva.

## Poznate osobe
- Ottokar Janetschek (1884. – 1963.), željeznički inspektor i pisac
- Gottfried Eder (1937. – 2014.), cistercit opatije Heiligenkreuz
- Thomas Kakuska (1940. – 2005.), violist
- Poglavari opatije Heiligenkreuz

## Vanjske poveznice

### Sestrinski projekti
|  | Zajednički poslužitelj ima još gradiva o temi Heiligenkreuz |

### Mrežna mjesta
- (njem.) Heiligenkreuz (im Wienerwald) – službene stranice Općine Heiligenkreuz
- (njem.) Stiftspfarre Heiligenkreuz (Župa Heiligenkreuz)
- (njem.) (engl.) Hochschule Heiligenkreuz (Filozofsko-teološka visoka škola Benedikt XVI.)